# أليساندرو ليفري
أليساندرو ليفري (بالإيطالية: Alessandro Livi)‏ (13 يناير 1982 بميلانو في إيطاليا - ) هو لاعب كرة قدم إيطالي في مركز الهجوم. لعب مع إنتر ميلان وإيه سي ميلان ونادي لنيانو ونادي ليكو ونادي فيورينزولا 1922 وRovigo Calcio ‏ وAC Meda 1913 ‏.